# Mezőkovácsháza
Mezőkovácsháza város Békés vármegyében, a Mezőkovácsházai járás központja és legnépesebb települése. 1986-ban kapott városi jogot, 1969 óta tartozik hozzá Reformátuskovácsháza. Termálvizes gyógyfürdője van. A város régóta fontos központja szűkebb környékének, egyike a járás három olyan településének, amely nem számít társadalmi, gazdasági és infrastrukturális szempontból elmaradottnak, illetve ahol a munkanélküliség nem jelent komoly gondot.
A nem magyar nemzetiségűek aránya alacsony: a 2011. évi népszámlálás adatai szerint 1%-nál nagyobb arányban csak cigányok és románok élnek itt, nemzetiségi önkormányzata csupán az előbbieknek van.

## Fekvése
A Csanádi-háton, a román határ közelében fekszik, a Marosból kiágazó Száraz-ér mentén. Békéscsabától 45 km-re délre található. A román határ (Tornya) a várostól mintegy 20 kilométerre található.
Szomszédai: észak felől Nagybánhegyes, északkelet felől Magyarbánhegyes, kelet felől Kunágota, délkelet felől Battonya, dél felől Mezőhegyes, délnyugat felől Végegyháza, északnyugat felől pedig Kaszaper.

### Megközelítése

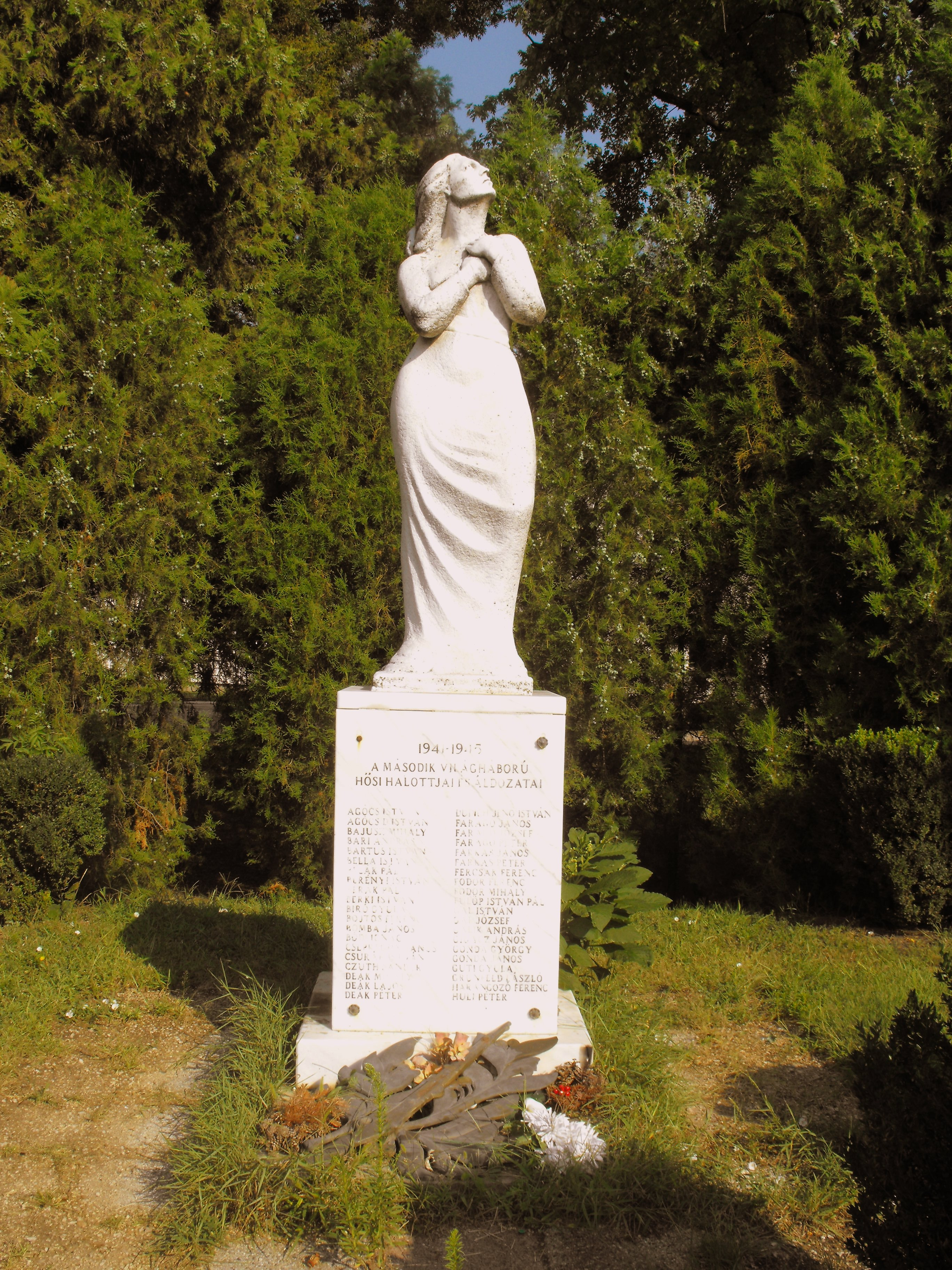
A második világháborús emlékmű

A főbb útvonalak, Békés vármegye több más vidékéhez hasonlóan elkerülik, közúton így csak alsóbbrendű utakon lehet elérni, amelyek nem túl jó állapotúak. Gyulával és Medgyesegyházával, valamint Mezőhegyessel és Makóval a 4434-es, Orosházával a 4428-as, Battonyával a a 4443-as út köti össze. Az autóbusz-közlekedés nem túl sűrű, köszönhetően az igen jó vasúti összeköttetésnek. Emiatt a vasút által nem érintett települések felé indít több járatot a Volánbusz.
Vonattal a MÁV 121-es számú Kétegyháza–Újszeged-vasútvonalán érhető el; a vonalnak a településen két megállási pontja van: Békéscsaba vasútállomás felől sorrendben előbb Mezőkovácsháza felső megállóhely, a város északkeleti szélén, majd Mezőkovácsháza vasútállomás, a városközponttól északnyugatra. A megállóhely csak önkormányzati utakon érhető el, a vasútállomás közúti elérését a 4428-as útból kiágazó 44 333-as számú mellékút (Szabadság utca) biztosítja.

### Városrészei

#### Belváros
Mezőkovácsháza belvárosa a város legnagyobb része. A Belváros Mezőkovácsháza politikai, gazdasági, kulturális és kereskedelmi központja. Északról a Külváros, délről a Kertváros határolja.
Utcái: Árpád utca, Árpád köz, József Attila utca, Fáy András utca, Hősök tere, Petőfi Sándor utca, Alkotmány utca.

#### Kertváros
Mezőkovácsháza legkisebb területű és népességű városrésze. Területe kb. 4 négyzetkilométer, lakossága kb. 600 fő. Kertváros a város legnyugodtabb, ugyanakkor legelmaradottabb része is. Hagyományosan főképp az idősebb korosztály él itt, a bűnözési mutatók rendkívül alacsonyak, a bűnözés szinte ismeretlen fogalom. A városrészben nincs és soha nem is volt semmilyen iskola. Kertváros összesen öt utcából áll: Bajcsy-Zsilinszky Endre utca, Nyírfa utca, Deák Ferenc utca az Alkotmány és a Deák utcák sarkától kezdve (tehát a Deák Ferenc utca nagyobb része a Belvárosban található, csak egy utcaszakasz van a Kertvárosban), Béke utca, valamint az Alkotmány utca egy része, a Bajcsy és az Alkotmány sarkától a Battonyai útig. A Hársfai utcai lakótelep még a városrészhez sorolandó, az már a városrész a Belvárossal közös határán fekszik, így a Hársfa utcai az egyetlen lakótelep a Kertvárosban. Az Alkotmány utcai társasház a Kertvárossal közvetlenül határos, de már a Belvároshoz tartozik. A Hársfa utca többsége a Belvároshoz tartozik, kivéve a lakótelepet, ami határeset és vita tárgyát képzi, hogy melyik városrészhez tartozik.

#### Külváros
Itt találhatóak a Kossuth Lajos, Dózsa György, Szabadság, Vásárhelyi Sándor, Sármezey Endre, Ady Endre, Bem József, Jókai Mór, Puskin utcák. A város legnagyobb területű és népességű városrésze. Északnyugatról Reformátuskovácsházával határos, délről Belvárossal, keletről és nyugatról pedig Mezőkovácsháza külterületével.

#### Reformátuskovácsháza
Mezőkovácsháza és Reformátuskovácsháza története a 19. század elejéig közös. A két település gyakorlatilag egy konurbációt alkotott egészen az 1800-as évek elejéig. Ekkor a betelepítések, illetve betelepülések után vált a két település a gyakorlatban is kettő községgé.

## Nevének eredete
A város neve a hagyomány szerint Hunyadi János fegyverkovácsaitól származik. A "Kovács" szó, a nyelvészek szerint személynévi eredetű, de mert éppen abban az időben jelenik meg írásos említése először – 1463: Kowachaza – amikor a családnevek még kialakulóban voltak, valószínű, hogy a Kovácsnak nevezett személy valóban e szakmának a mestere volt. A település másik név eredet története a török harcok utáni elnéptelenedő korból való. Eszerint, ezen a pusztán vezetett keresztül az az út, melyen az Erdélyen túli részeken tartott szarvasmarhákat hajtották a bécsi vásárokra eladni. Az út mellett egy élelmes kovácsmester házat épített. Amint tudjuk, abban az időben a kovácsok a mesterségük mellett emberek és állatok gyógyításával is foglalkoztak, így érvágást is végeztek, sőt szállást, élelmet is biztosítottak az átutazóknak.
Csakhamar kialakult a marhahajtók között az a szokás, hogy annak a kovácsnak a házánál pihentek meg, aki az út mellett a mezőn építkezett. Nyilvánvaló hogy nagy forgalom miatt a kovács jó anyagi körülmények között élt, s így a kovács háza mellé újabb házak is épültek. A hosszú évtizedek alatt kialakult település ennek következményeként kapta a Kovácsháza nevet. Mivel a házak az út mellett hosszan elnyúlva épültek meg, a település neve a 19. század vége felé Hosszúkovácsháza névvel bírt, majd a település fejlődése, újabb házak, utcák építése után kialakult végleges neve: Mezőkovácsháza.

## Történelme
A település és környéke ősidők óta lakott terület, történelmi múltja a 7. századi avar korig nyúlik vissza, a 9. században már templomos hely volt. Az avar kori, majd honfoglalás kori lakott helyet a tatárjárás pusztította el először.
A 15. század második felében, 1463-ban Mátyás királytól mezővárosi rangot kapott az akkorra újra benépesült település. A virágzó mezőváros 1552-ben a török elleni harcok időszakában ismét pusztulásnak indult. A török kiűzése után a terület teljesen elnéptelenedett s pusztává vált. A terület a török kiverése után kincstári tulajdonba került, akitől a korra jellemző szabályok szerint különböző bérlők vették ki bérbe a pusztát.
A Bittó nevezetű család, – a puszta főbérlőjeként – 1814-ben, az akkori Észak-Magyarországról származó magyar és szlovák telepesekkel népesítette be Kovácsházát, mint szerződéses dohánykertész telepítvényt. Ez az újratelepítés képezi a mai Mezőkovácsháza alapjait. De a kovácsházi puszta ekkor már nem volt lakatlan, a Bittó-féle betelepítettektől néhány kilométerre már kertészek dolgoztak. Ezt a területet Kövér Kajetán és rokonai telepítették be néhány évvel korábban, és ők is kovácsháziaknak nevezték magukat. Így több évig ők voltak a kovácsháziak míg a másik részen lakókat Bittó-Kovácsháziaknak nevezték, és ez a név marad fenn a szabadságharcig. Bár 1820-tól hivatalos iratokban Nagy-Kovácsházának is írták, a Kövér Kajetán által betelepített rész a „református részen lévő Kovácsháza”, azaz Református-Kovácsházamaradt.
A mezőgazdasági termelés mellett a lakosság főként a jól jövedelmező fuvarozással foglalkozott. Ezenkívül nagyállattartása volt még jelentős, kiváltképp a juhtenyésztés. Az 1860-70-es évekre, – a népességben számottevően gyarapodott a település – a környék közlekedési és kereskedelmi központjává vált.
1872-től a szolgabírósági székhely szerepét töltötte be. Fejlődése során jellegzetes agrárproletár községgé lett. A mezőgazdasági bérmunkások aratósztrájkokkal hívták fel a figyelmet a kor problémáira. Ebben az időszakban Csanád vármegyén belül járási székhelyként működött. Mindezek a változások a község megnevezésében is megmutatkoztak, ugyanis ekkor Nagykovácsházának hívták.
A község fejlődésének jelentős állomása volt az 1883-as év. Ekkor készült el az Arad-Csanádi vasútvonal, s ez Mezőkovácsházát is bekapcsolta az országos közlekedés vérkeringésébe. Forgalmas útállomásként tartották nyilván az Orosháza-Arad útvonalon, sőt – mivel akkoriban a Száraz-ér még dereglyékkel hajózható volt, – hajóval akár Hódmezővásárhelyig vagy Szegedig is el lehetett jutni innen.
Az I. és II. világháború mérhetetlen viszontagságaival, borzalmaival és pusztításaival kitörölhetetlen nyomokat égetett a túlélők és a község életébe. Az első világháborúban 159 mezőkovácsházi és 81 reformátuskovácsházi, a második világháborúban 128 mezőkovácsházi és 37 reformátuskovácsházi katona esett áldozatul, emellett 420 zsidó honfitársunkat hurcoltak el. Mezőkovácsháza 1950-től kezdődően tartozik Békés megyéhez.
Az 1956-os forradalom után a legnagyobb erővel Békés megyében, annak is csanádi paraszti vidékén lángolt fel az országban az elkeseredett ellenállás, mely még december elején is tartott. Egymást érték a sok esetben fegyveres összecsapásokba torkolló tüntetések. Mezőkovácsházán a kommunista pártszékházat és a járási tanács épületét megrohamozták a felfegyverkezett mezőkovácsházi és battonyai lakosok. A határőrségtől elvették a fegyvereket a battonyaiak, több tehergépkocsin érkeztek Mezőkovácsházára. A megmozdulás értelmi szerzői dr. Jeney János, Gruncsik János és Kapp János voltak. A pártházat a fegyveres tömeg megrohamozta mintegy száz (!) ember. Az üvegajtókat betörték, az ablakokat bezúzták, az ajtókat leszakították, a zárakat, kilincseket kitépték, íróasztalokat, székeket összetörték, a szekrényeket széthasították. A járási tanács épületében még ennél is nagyobb pusztítást vittek véghez, felgyújtották a hivatalos dokumentumokat. A mezőkovácsházi tanács elnökét agyonverték, a mezőhegyesi kórházban halt meg. Bedobtak egy géppisztolyt a kerítésén és ráfogták, hogy fegyvert rejtegett. A Békés Megyei Népújság cikkben követelte Fülöp Dezső likvidálását.
1969. július 1-jén a Reformátuskovácsháza községet a nagyközséghez csatolták. Az 1945 és 1970 közötti mérsékelt fejlődési periódust követően, 1971-től a község fokozott mértékben fejlődött. 1971-ben a kormány döntése alapján az országos településfejlesztési koncepció Mezőkovácsházát középfokú központnak, vidéki ipartelepítési centrumnak jelölte ki. 1972-ben autóbusz-állomás épült.
Ettől kezdve a település dinamikusan fejlődött, komoly beruházásokra került sor. A járások megszűnéséig, vagyis 1984-ig, Békés megye déli területének mezőgazdasági, kereskedelmi, oktatási, kulturális és igazgatási központja volt. Városi rangot 1986-ban kapott.

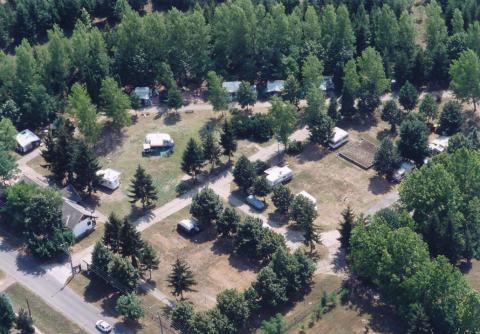
Mezőkovácsháza légifotója

A település arculatán az elmúlt másfél évtizedben a kisvárosi jelleg egyre markánsabbá vált. A fejlesztések eredményeképpen az említett időszakban 16 utca kapott aszfaltburkolatot, 258 lakás épült, kiépült a kábel tv, megvalósult a biológiai szennyvíztisztító telep, korszerűsítették a közvilágítást, kialakították a piacteret. Autóbusz-pályaudvar, posta, sütőüzem, napközikonyha épült, bővült a városháza, megépült a Crossbar telefonközpont, az általános iskola 8 tanteremmel, a Mezőkovácsházi Hunyadi János Gimnázium 4 tanteremmel bővült. A Művelődési Központ előtt történelmi emléksétányt alakítottak ki. Emlékszobrot emeltek a II. világháború hősi halottai és a millennium tiszteletére. A honfoglalás millecentenáriumára Emlékparkot hoztak létre és kopjafát állítottak. 1998-ban elkészült a katolikus és református templom éjszakai díszkivilágítása.

### A mezőkovácsházi zsidók története
A Mezőkovácsházi járás székhelyén 1835-ben 4 zsidó család élt. 1870-ben 54, 1880-ban már 92 (2,5 százalék) zsidó lakott a községben. 1895-ben alapították a helyi Chevra Kadisát, 1912-ben pedig felépült a zsinagóga, fürdővel és rabbiházzal.
A közösség tagjai a helyi kereskedelemben fontos szerepet töltöttek be, az országos tendenciával ellentétben itt a Horthy-korszakban is nőtt a zsidók száma, 1910-ben 197 (4,4 százalék) zsidót, 1930-ban már 382 izraelitát számoltak össze. A településen 1941-ben 391 (6,5 százalék) izraelita vallású és 7 keresztény hitű, de zsidónak nyilvánított embert tartottak számon.
A helyi zsidókat 1944. május 15-étől a Közjóléti Szövetség méntelepén kialakított gettóba zárták. Oda kerültek még a reformátuskovácsházi és végegyházi zsidók is. A zsúfoltság igen nagy volt. A tábor rendelkezett szülőszobával, hullakamrával és konyhával is. A temetőt a helyi izraelita sírkertben jelölték ki.
A tábor területén történtek sikertelen öngyilkossági kísérletek. Az itteni zsidókat június 17-én átvitték Békéscsabára. Végül német munka- és haláltáborokba deportálták őket. A többséget Auschwitzban ölték meg.
A mártírok száma több mint 300 főre tehető. A hitközség 1945 után újjáéledt. A településen 1949-ben még 108 fős izraelita közösség működött. A többség a későbbiekben alijázott, vagy az 1956-os események hatására hagyta el Magyarországot. Az elnéptelenedett zsinagógát és a hozzá tartozó épületeket 1974-ben lebontották. Ma már csak egy zsidó család él a városban.

## Politikai élete

### Országgyűlés
1990-2014 között a Békés megyei 7. számú egyéni országgyűlési választókerület székhelye volt, 2014-től az Orosháza központú választókerülethez (Békés vármegyei (2022-ig: megyei) 4. sz. országgyűlési egyéni választókerülettartozik.)
A választókerületet az alábbi személyek képviselték:
- Remport Katalin (1990-1994) (MDF)
- Tóth Sándor (1994-2002 (MSZP)
- dr. Karsai József (2002-2010) (MSZP)
- Simonka György (2010-2014) (Fidesz-KDNP)

### Önkormányzat

#### Polgármesterei
| Polgármester | Polgármester             | Polgármester |                                     |
| ------------ | ------------------------ | ------------ | ----------------------------------- |
| 1990–1991    | Dr. Szarvas Attila       | független    | mandátuma megszűnt                  |
| 1991–1994    | Dr. Szarvas Attila       | független    | időközi választás: 1991. július 28. |
| 1994–1998    | Szűcs Károly             | MSZP         |                                     |
| 1998–2002    | Szekeres Lajos           | MSZP         |                                     |
| 2002–2006    | Dr. Szarvas Attila       | független    |                                     |
| 2006–2010    | Bakos István Géza        | független    |                                     |
| 2010–2014    | Dr. Turcsán Zsolt Attila | független    |                                     |
| 2014–2019    | Varga Gusztáv            | Fidesz-KDNP  |                                     |
| 2019–2024    | Csepreghy Elemér József  | független    |                                     |
| 2024–        | Farkas Norbert           | független    |                                     |

Mezőkovácsháza jogállása járásszékhely város. 
- A polgármester-választás eredménye 2014. október 12-én

| Polgármester-jelölt     | Párt        | Kapott szavazat | Elért eredmény (%) |
| ----------------------- | ----------- | --------------- | ------------------ |
| Bakos István Géza       | független   | 762             | 32,17              |
| Csepreghy Elemér József | független   | 533             | 22,5               |
| Kiss Tibor              | független   | 183             | 7,72               |
| Kokavecz Julianna       | független   | 66              | 2,79               |
| Sütőné Kiss Rozália     | független   | 43              | 1,82               |
| Varga Gusztáv           | Fidesz-KDNP | 782             | 33,01              |

- A megválasztott képviselők megoszlása jelölő szervezetek szerint[11]

|  | Fidesz-KDNP          | 1 |  |  |  |  |  |  |  |
|  | független képviselők | 7 |  |  |  |  |  |  |  |

A 2014-es önkormányzati választások után a polgármester Varga Gusztáv (Fidesz-KDNP) lett, míg 1 FIDESZ-KDNP-s és 7 független képviselő jutott be a helyi képviselő-testületbe. A 2014-es mezőkovácsházi önkormányzati választásokon 45 jelölt indult, ami egész Magyarországon rekordnak számít a tízezer fő alatti települések következtében. 6 200 fős népességgel számítva 138 emberre jutott egy képviselő-jelölt. A polgármester-jelöltek száma 6 volt. Érdekesség, hogy ezt a rekordot 2019-ben a 11 km-re lévő, kb. egyharmadnyi méretű Kunágota a maga 49 jelöltjével döntötte meg. A képviselő-jelöltek eredményeit lásd: Mezőkovácsháza város választási eredményei 2014-ben 
2019-ben Varga Gusztáv polgármester önkormányzati képviselőnek jelöltette magát, emellett a Békés megyei közgyűlés képviselőjelöltje volt, mindkét mandátumot eredményesen megszerezte. Helyére alpolgármestere, a független Csepreghy Elemér József került. A Dél-Békési Kistérség Többcélú Társulásának irányítása változatlanul Mezőkovácsházán van: 2019-2020 között Varga Gusztáv, majd Csepreghy Elemér irányítja a testületet.
A város önkormányzatának két bizottsága van.
A városban önálló román és cigány kisebbségi önkormányzat működik.
| Mezőkovácsháza kisebbségi önkormányzatai, elnökei, elnök-helyettesei és tagjai | Mezőkovácsháza kisebbségi önkormányzatai, elnökei, elnök-helyettesei és tagjai | Mezőkovácsháza kisebbségi önkormányzatai, elnökei, elnök-helyettesei és tagjai | Mezőkovácsháza kisebbségi önkormányzatai, elnökei, elnök-helyettesei és tagjai |
| ------------------------------------------------------------------------------ | ------------------------------------------------------------------------------ | ------------------------------------------------------------------------------ | ------------------------------------------------------------------------------ |
| Mezőkovácsházai Román Kisebbségi Önkormányzat                                  | Vitális Gábor elnök (ÖMRE)                                                     | Gabor Enikő alelnök (ÖMRE-Megújuló Békés Megyéért Egyesület)                   | Zámbori Zoltánné képviselő (ÖMRE)                                              |
| Mezőkovácsházai Cigány Kisebbségi Önkormányzat                                 | Csurár Hermina elnök (CÖCE-Megújuló Békés Megyéért Egyesület)                  | Faragó Szintia alelnök (CÖCE-Megújuló Békés Megyéért Egyesület)                | Jakab Vivien képviselő (CÖCE-Megújuló Békés Megyéért Egyesület)                |

## Oktatás
Mezőkovácsházán napjainkban egy bölcsőde és négy óvoda található. Terveznek Reformátuskovácsházán is bölcsődét létrehozni. Az óvodák és bölcsődék egy intézményt alkotnak, a Mezőkovácsházi Négy Évszak Óvoda és Bölcsődét, melynek összesen öt tagintézménye működik öt épületben.
A város egyetlen közoktatási intézménye a Mezőkovácsházi Hunyadi János Nevelési-Oktatási Intézmény, vezetője Havancsák Piroska.
A városban hosszú ideig kettő általános iskola volt, a fentin kívül Reformátuskovácsházán is volt egy iskola, azonban az ottani gyermeklétszám csökkenésével az önálló iskola fenntartása szükségtelenné vált. A Mezőkovácsházi Csanád Vezér Általános Iskola 2019-ben önállóságát vesztette, betagozódott a gimnázium szervezetébe, tagintézményként működik tovább.
2013 és 2016 között a KLIK Mezőkovácsházi Tankerületének adott székhelyet a város, élén Varga Gusztáv (2013-2014), majd Bánki András (2014-2016) állt. 2017-től rövid ideig a Gyulai Tankerületi Központ, majd 2017 óta a Békéscsabai Tankerületi Központ gyakorolja a fenntartói jogokat a városban található nevelési-oktatási intézmények felett, képviselője Teleki-Szávai Krisztina (2017), majd Bánki András (2017-), leszámítva, hogy 2014 és 2017 között a gimnázium a KLIK Békéscsabai Tankerületének iskolája volt (képviselője dr. Malatyinszki Anita).

## Gazdaság
Bár a mezőkovácsházi járás egyike az ország leghátrányosabb járásainak, maga a város fejlett település, a járás gazdasági átlagát a többi, kisebb település rontja le. A városban kb. 100 egyéni vállalkozó él. Mezőkovácsházában öt áruház található, több kisbolt, négy pékség, négy nemzeti dohánybolt, egy barkácsbolt, valamint kb. öt egyéb üzlet található. A város gazdasági életének irányító vállalkozása a Lidl Magyarország Bt. helyi üzlete, ahol a város egy napi összes vásárlójának négyötöde fordul meg. A város pénzügyeit a városi tanács pénzügyi bizottsága irányítja, közvetetten pedig maga a polgármester, illetve de facto a polgármester pénzügyi tanácsadója.
Fontos városi ágazatok:
- Zöldségtermesztés
- Baromfitenyészés
- Baromfi-feldolgozás

A város és vonzáskörzetének lakossága számára évtizedekig a Pannon-Lúd Zrt. (kezdetben Pannon-Liver) jelentett biztos megélhetést. A tulajdonosváltásokat követően 2019 februárjában zárta be kapuit az üzem, így mintegy négyszáz ember vesztette el állását, illetve volt kénytelen az új tulajdonos Mélykúton nyíló új üzemében munkát vállalni.

### Szolgáltatások
Mezőkovácsházán, ahogy egy járásszékhely kisvárosnál általában, található mentő- és tűzoltóállomás, valamint saját rendőrkapitányság. Ezek mellett civil önkéntesekből álló polgárőrség segíti a rendőrök munkáját. A városban működik Humán Szolgáltató Központ, Idősek Otthona, Idősek Klubja, Családsegítő Szolgálat, Gyermekjóléti Szolgálat, Nevelési Tanácsadó, orvosi rendelők (szám szerint 4), 1 gyermekorvosi rendelő, Művelődési Központ, Közösségi Központ is.
A Mezőkovácsházára utazók a Babó-kastélyban, illetve a Dobó Panzióban szállhatnak meg. A városban több vendéglátóhely (bár, pizzéria, éttermek), valamint számos kocsma, szórakozóhely található. A belvárosban bankfiókok, cukrászdák, kávézók, műszaki áruház , ruhaüzletek (Kínai Áruház), fodrászüzletek, vegyesboltok, kozmetikusok találhatóak, habár a szolgáltató szektornak még van hová fejlődnie. Habár sajnos nincs a városnak kórháza, a környék negyvenezres lakosságának egészségügyi és szociális ellátása közepesen magas színvonalú. A városban rendelőintézet található, ahol fül-orr-gégészet, szemészet, szemüvegbolt stb. található. A városnak saját pszichiátriája is van.
A városban összesen 47 civilszervezet székhelye található meg.

## Demográfiai adatok
Mezőkovácsháza város népessége 2014. január 1-jén 6282 fő, területe 62,59 km², népsűrűsége 98,66 fő/km². A népesség az 1960-as évektől folyamatosan csökken. A népességszám folyamatos csökkenése mellett csökken a gyermekek (18 év alattiak) aránya a népességen belül. A település folyamatosan öregszik el. A városban él Békés megye lakosságának kb. 2 százaléka, minden 57. békés megyei lakos mezőkovácsházi.

### A népesség kor szerinti megoszlása (6254 fővel számolva)
- 0-2 év között: 139 fő (2,2%)
- 3-5 év között: 148 fő (2,4%)
- 6-13 év között: 398 fő (6,4%)
- 14-17 év között: 221 fő (3,5%)
- 18-59 év között: 3760 fő (60,3%)
- 60 év felett: 1588 fő (25,2%)

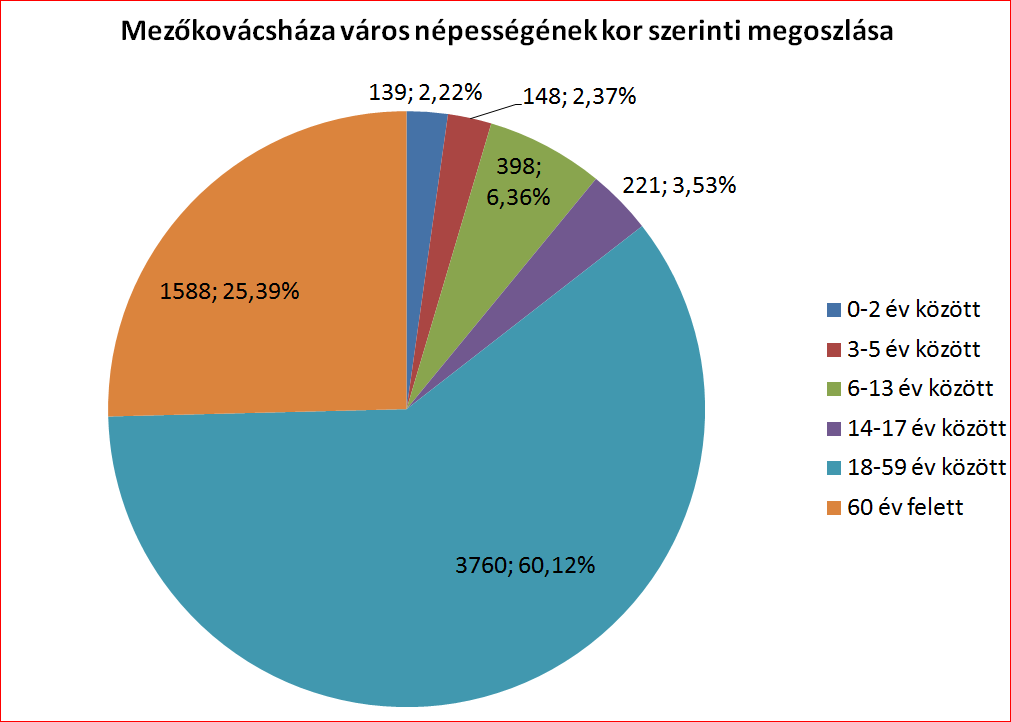
Mezőkovácsháza város népességének kor szerinti megoszlása

2013. december 31-én Mezőkovácsháza népességének 60,1 százaléka volt munkaképes korú, 25,4 százaléka időskorú és 14,5 százaléka gyermek és fiatalkorú.

### A születések és halálozások száma (2010-2013)
| Év   | Születések száma (fő) | Halálozások száma (fő) | Különbség |
| ---- | --------------------- | ---------------------- | --------- |
| 2010 | 42                    | 89                     | -47       |
| 2011 | 36                    | 75                     | -39       |
| 2012 | 45                    | 108                    | -63       |
| 2013 | 50                    | 82                     | -32       |

### Etnikai, nyelvi, vallási megoszlás
2001-ben a város lakosságának 98%-a magyar, 1%-a cigány és 1%-a egyéb (főleg német, román és szlovák) nemzetiségűnek vallotta magát.
A 2011-es népszámlálás során a lakosok 82,4%-a magyarnak, 1,3% cigánynak, 0,6% németnek, 1,1% románnak, 0,3% szlováknak mondta magát (17,4% nem nyilatkozott; a kettős identitások miatt a végösszeg nagyobb lehet 100%-nál). A vallási megoszlás a következő volt: római katolikus 34,2%, református 5,5%, evangélikus 1,1%, felekezeten kívüli 28% (29,5% nem nyilatkozott).
2022-ben a lakosság 90,7%-a vallotta magát magyarnak, 1,5% cigánynak, 1,3% románnak, 0,4% németnek, 0,2% szlováknak, 0,1–0,1% ukránnak, szerbnek és horvátnak, 1,4% egyéb, nem hazai nemzetiségűnek (8,6% nem nyilatkozott; a kettős identitások miatt a végösszeg nagyobb lehet 100%-nál). Vallásuk szerint 24,3% volt római katolikus, 6,4% református, 1,3% evangélikus, 1,1% egyéb keresztény, 0,8% egyéb katolikus, 0,6% ortodox, 0,3% görög katolikus, 28,1% felekezeten kívüli (37% nem válaszolt).
A városban önálló cigány és román kisebbségi önkormányzat működik. Minden nemzetiséghez kb. 50-60 fő tartozik, továbbá néhány tíz szlovák és német származású ember is él a városban. Felmerült már német és szlovák kisebbségi önkormányzat alapítása is, de ezeket az ötleteket elvetették.
A település népességének változása:
| Lakosok száma | 6362 | 6282 | 5787 | 5613 | 5341 | 5335 | 5272 |
|               | 2013 | 2014 | 2019 | 2021 | 2022 | 2023 | 2024 |

## Kultúra
- A Városi Kalocsa Róza Művelődési Központban található a város színházterme, valamint több kiállítóterem. Itt működik többek között a Helytörténeti Gyűjtemény és az "Egy kultúrház élete" c. állandó kiállítás.
- A színházteremben a helyi középiskola színháza szokott fellépni. Itt lépnek fel az általános iskolai osztályok is minden év telén a Jótékonysági Bálon és itt próbálnak az általános iskolai Színjátszó Kör tagjai is.
- A Városi Könyvtár külön gyermek és felnőtt részleggel működik, ezek mindegyikében bőséges választékra lehet bukkanni. A könyvtár igazgatója hosszú évtizedeken keresztül Ádám Andrásné volt, aki 2015-ben vonult nyugdíjba, ő városi elismerésekben is részesült. Utódja Albertus László lett.
- A városnak saját zeneiskolája van, amely az általános iskola kötelékében működik. Hosszú ideig önálló épületben működött, az az épület a régi Párttitkárság volt, jelenleg a Járási Hivatal üzemel benne. A középiskolában is folyik művészetoktatás, magas színvonalon.

## Turizmus
A városban működik a Borostyán Fürdő, amely a város egyik legjelentősebb turisztikai központja. A fürdőbe a szomszédos településekből is sok vendég érkezik. A Parkfürdő elsősorban az itt táborozó német és szlovák turisták számára fontos turisztikai helyszín.
A városban nem működik múzeum, de a helyi művelődési központban szinten minden héten tartanak kiállításokat, amelyek témái elsősorban a város történelme, jelene és a környék érdekességei.

### Látnivalók
- Városháza
- Római katolikus templom
- Református templom
- Baptista imaház
- Helytörténeti kiállítás
- "Egy kultúrház élete" állandó kiállítás
- Városi Könyvtár[18]
- Közösségi Központ
- Borostyán Fürdő[19][20]

### Rendezvények
- Március 15-i ünnepség (március)
- Városi Majális (május 1.)
- Fürdőfesztivál (június 3. szombatja)
- Városnapok (augusztus 20. hete)
- Lakodalmas Vigadalom (október első szombatja)
- Városi Karácsony (december)

## Sportélete
A város saját sportegyesülettel rendelkezik: Mezőkovácsházi Torna Egylet. Továbbá itt működik a magyarbánhegyesi székhelyű Viharsarki Ökölvívó Egyesület, emellett az Orosházi Kyoukushin Karate Szabadidőkör SE és a Corwin Taekwando is tart foglalkozásokat.

## Híres emberek
- Beni Ganc, az Izraeli hadsereg vezérkari főnökének édesanyja Mezőkovácsházán született, a holokauszt elől menekült el, majd Kfar Ahim-ban telepedett le.
- Eleki János agrármérnök, miniszterhelyettes, országgyűlési képviselő (1980−1990), az Elnöki Tanács tagja (1985−1990)
- Hetényi György, városi költő, író
- Kalocsa Róza reformátuskovácsházi születésű tanítónő, az első magyar diplomás tanítónő, református felső leányiskolai tanárnő, internátusigazgató, író.
- Kovács Iby magyar színésznő, operett primadonna
- Sármezey Endre mezőkovácsházi születésű vasúti mérnök, a gazdasági kisvasutak létesítésének gondolata tette híressé.
- Zelei Miklós író, újságíró Mezőkovácsházán járt általános iskolába 1956-63 között.
- Zsigmond Ede költő, író, újságíró itt bujkált 1941-ben júliustól szeptemberig a fasiszták elől, rokonainál.[21]
- Az Ektomorf zenekar a városban alakult.

## Testvérvárosai
- Menyháza, Románia
- Parajd, Erdély, Románia
- Szemlak, Románia (1998)
- Vinga, Románia